# Naturschutzgebiet Mittleres Weifetal
Das Naturschutzgebiet Mittleres Weifetal mit einer Größe von 2,6 ha liegt westlich von Hallenberg. Es wurde am 15. September 2004 mit dem Landschaftsplan Hallenberg durch den Hochsauerlandkreis als Naturschutzgebiet (NSG) ausgewiesen. Im Norden und Westen grenzt die L 717 an. Nach dieser Straße folgt das Naturschutzgebiet Hallenberger Wald. Nach Süden grenzt das liegt vom Landschaftsschutzgebiet Hallenberger Waldlandschaft an.

## Gebietsbeschreibung
Das NSG besteht aus extensivem Grünland, in dem sich Feuchtgrünland und Brachen finden. Die Weife fließt im Tal.

## Pflanzenarten im NSG
Vom Landesamt für Natur, Umwelt und Verbraucherschutz Nordrhein-Westfalen dokumentierte Pflanzenarten im Gebiet: Ährige Teufelskralle, Berg-Platterbse, Blutwurz, Breitblättriger Thymian, Echter Wurmfarn, Echtes Labkraut, Echtes Mädesüß, Frauenfarn, Gegenblättriges Milzkraut, Gewöhnliche Pestwurz, Gewöhnliches Ferkelkraut, Großer Wiesenknopf, Kleiner Wiesenknopf, Moor-Labkraut,  Quell-Sternmiere, Rundblättrige Glockenblume, Scharfer Hahnenfuß, Schlangen-Knöterich, Spitzlappiger Frauenmantel, Sumpf-Dotterblume, Wald-Engelwurz, Teich-Schachtelhalm, Wald-Schachtelhalm, Wald-Storchschnabel, Welliges Sternmoos, Wellenblättriges Katharinenmoos, Wiesen-Kümmel.

## Schutzzweck
Das NSG soll das Grünland mit ihrem Arteninventar schützen. Zur Erhaltung und Entwicklung von Lebensgemeinschaften und Lebensstätten wildlebender, teils gefährdeter Arten, von Tier- und Pflanzenarten beizutragen. Wie bei allen Naturschutzgebieten in Deutschland wurde in der Schutzausweisung darauf hingewiesen, dass das Gebiet „wegen der Seltenheit, besonderen Eigenart und Schönheit des Gebietes“ als Naturschutzgebiet ausgewiesen wurde. Laut der NSG-Ausweisung wurde das Gebiet auch ausgewiesen, um zur Sicherung des ökologischen Netzes Natura 2000 der Europäischen Union im Sinne der Fauna-Flora-Habitat-Richtlinie beizutragen. Das NSG besteht aus vier Teilflächen.